# Diphyus discus
Diphyus discus là một loài tò vò trong họ Ichneumonidae.